# Royaume de Kibi

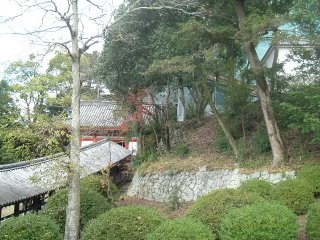
Le Kibitsu-jinja. Sanctuaire qui protège Okayama des démons des légendes de Kibi

Kibi (吉備国, Kibi no kuni) est un royaume du IVe siècle situé dans l'ouest du Japon et qui sert de passerelle culturelle entre l'État de Yamato et les différents royaumes de la Péninsule Coréenne. 

## Emplacement
Le royaume de Kibi recouvre l'essentiel de ce qui est à présent la préfecture d'Okayama. De nos jours, la route de Kibi traverse la plaine entre Okayama et Sōja, autrefois le cœur de Kibi-no-kuni.
Kibi est stratégiquement situé sur la voie maritime navigable entre la Corée et Yamato. La forte influence du royaume sur l'administration Yamato et la présence de nobles coréens dans le gouvernement de l'ancien royaume entraînent une chaîne d'événements qui aboutissent à la désintégration de Kibi.

## Étymologie
Bien qu'en japonais moderne le mot kibi désigne le millet, le nom du royaume de Kibi, mentionné dans le Kojiki et le Nihon Shoki (les plus anciens documents écrits au Japon), a probablement une origine différente qui s'est perdue dans le temps. En outre, le caractère chinois utilisé pour écrire le mot, en usage depuis plus de 1200 ans, n'a rien à voir avec le millet.

## Kibi légendaire
Kibi est associé aux légendes de Kibitsuhiko-no-mikoto, le fils de l'empereur Kōrei, qui combat l'ogre Ura et est vénéré comme un dieu. Ura est supposé vivre au château de Ki près de la ville de Sōja.

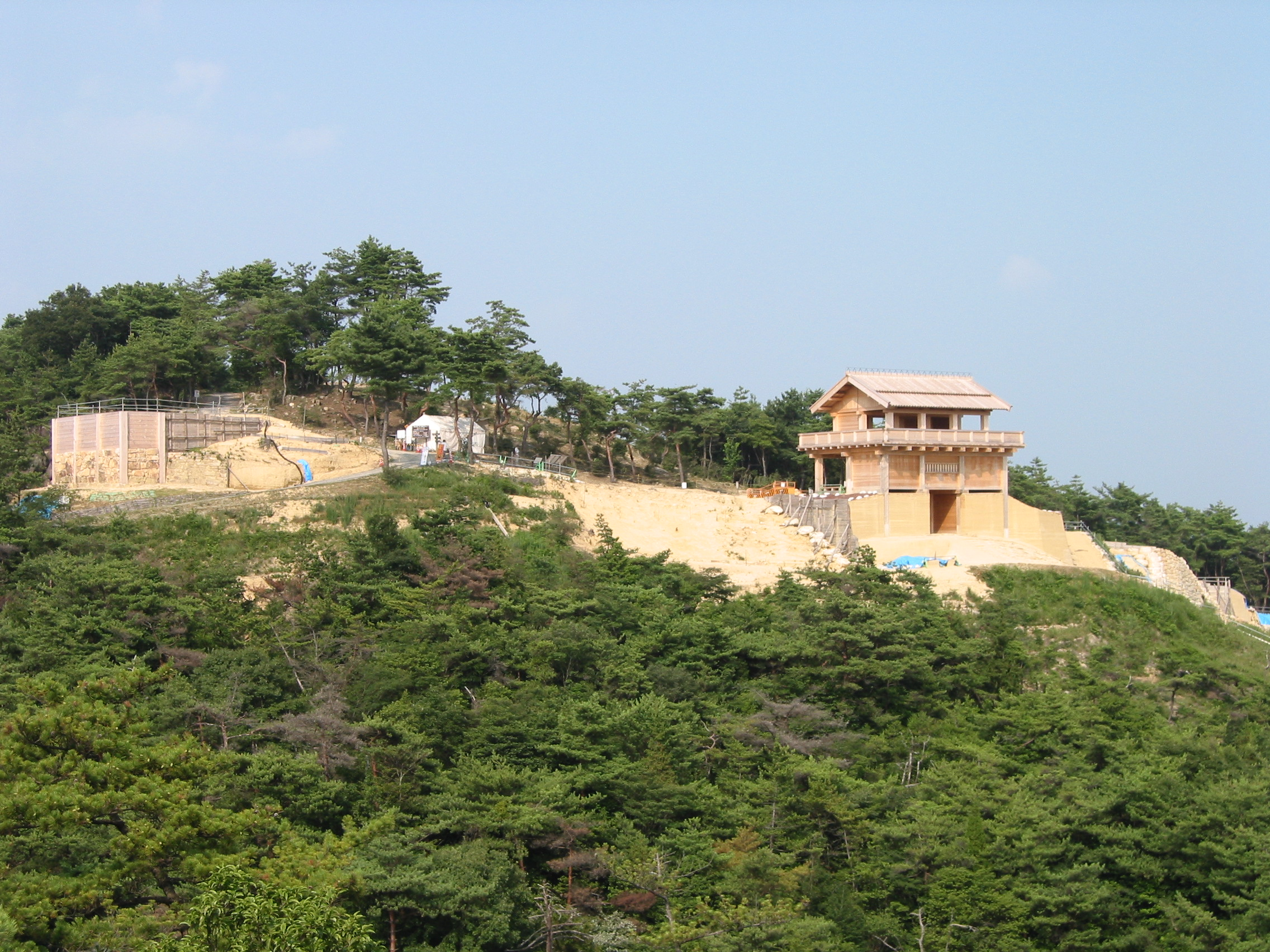
Château de Ki

## Kibi historique
Les recherches archéologiques des ruines de nombreux temples et sanctuaires ainsi que des tumuli, suggèrent que l'ancien royaume était aussi développé et puissant que l'administration Yamato qui contrôlait le Japon au VIIIe siècle. Le centre du pouvoir du royaume de Kibi est situé dans la plaine de Kibi entre Sōja et Okayama
La preuve de l'importance de Kibi aux IVe et Ve siècles est prouvée par les centaines de kofun (tumulus) trouvés dans la région. Une structure sociale héréditaire et aristocratique suit plus la forme sophistiquée coréenne et japonaise de société que les manières chinoises. Même après que Kibi a été subjugué, les descendants des chefs de Kibi restent très influents.
Au cours de la période Yayoi, Kibi a une grande influence dans les affaires locales. Le royaume est en effet situé à un point stratégique entre les tribus Tsukushi du sud et les tribus Kinki de l'est et contrôle ainsi tous les flux de fournitures vitales dans la région.

## Source de la traduction
- (en) Cet article est partiellement ou en totalité issu de l’article de Wikipédia en anglais intitulé « Kingdom of Kibi » (voir la liste des auteurs).